# Erepsia
Erepsia es un género con 56 especies descritas de plantas suculentas perteneciente a la familia Aizoaceae.

## Taxonomía
El género fue descrito por Nicholas Edward Brown y publicado en The Gardeners' Chronicle, ser. 3 78: 433. 1925. La especie tipo es: Erepsia inclaudens (Haw.) Schwantes.

## Especies
| - Erepsia anceps Schwantes - Erepsia aperta L.Bolus - Erepsia aristata (L.Bolus) Liede & H.E.K.Hartmann - Erepsia aspera L.Bolus - Erepsia babiloniae Liede - Erepsia bracteata Schwantes - Erepsia brevipetala L.Bolus - Erepsia caledonica L.Bolus - Erepsia carterae L.Bolus - Erepsia compressa Schwantes - Erepsia coralliflora Schwantes - Erepsia cyathiformis Schwantes - Erepsia distans L.Bolus - Erepsia dregeana Schwantes - Erepsia dubia Liede - Erepsia dunensis (Sond.) Klak - Erepsia esterhuyseniae L.Bolus - Erepsia forficata Schwantes - Erepsia gracilis L.Bolus - Erepsia hallii L.Bolus - Erepsia haworthii Schwantes - Erepsia heteropetala Schwantes - Erepsia inclaudens (Haw.) Schwantes - Erepsia insignis Schwantes - Erepsia lacera (Haw.) Liede - Erepsia laxa L.Bolus - Erepsia levis L.Bolus - Erepsia marlothii N.E.Br. | - Erepsia montana Schwantes - Erepsia muirii L.Bolus - Erepsia mutabilis Schwantes - Erepsia nudicaulis (A.Berger) H.Jacobsen - Erepsia oxysepala (A.Berger) L.Bolus - Erepsia pageae L.Bolus - Erepsia patula Schwantes - Erepsia pentagona L.Bolus - Erepsia pillansii (Kensit) Liede - Erepsia polita L.Bolus - Erepsia polypetala (A.Berger & Schltr.) L.Bolus - Erepsia promontorii L.Bolus - Erepsia purpureostyla (L.Bolus) Schwantes - Erepsia racemosa Schwantes - Erepsia radiata Schwantes - Erepsia ramosa L.Bolus - Erepsia restiophila L.Bolus - Erepsia roseoalba L.Bolus - Erepsia saturata L.Bolus - Erepsia serrata (L.) L.Bolus - Erepsia simulans (L.Bolus) Klak - Erepsia steytlerae L.Bolus - Erepsia stipulacea Schwantes - Erepsia stokoei L.Bolus - Erepsia tenuicaulis (A.Berger) H.Jacobsen - Erepsia tuberculata N.E.Br. - Erepsia urbaniana Schwantes - Erepsia villiersii L.Bolus - Erepsia viridis L.Bolus |